# Tulsipur
Tulsipur là một thị xã và là một nagar panchayat của quận Balrampur thuộc bang Uttar Pradesh, Ấn Độ.

## Địa lý
Tulsipur có vị trí 27°33′B 82°25′Đ / 27,55°B 82,42°Đ Nó có độ cao trung bình là 109 mét (357 feet).

## Nhân khẩu
Theo điều tra dân số năm 2001 của Ấn Độ, Tulsipur có dân số 21.234 người. Phái nam chiếm 53% tổng số dân và phái nữ chiếm 47%. Tulsipur có tỷ lệ 55% biết đọc biết viết, thấp hơn tỷ lệ trung bình toàn quốc là 59,5%: tỷ lệ cho phái nam là 62%, và tỷ lệ cho phái nữ là 47%. Tại Tulsipur, 16% dân số nhỏ hơn 6 tuổi.